# Daan de Groot
Daan de Groot (Amsterdam, 25 mei 1933 – Amstelveen, 8 januari 1982) was een Nederlands wielrenner.
Daan de Groot was de zoon van een kleine Spar kruidenier in de Frederiksstraat in Amsterdam; zijn eerste stappen op fietsgebied kreeg hij onder de knie door per bestelfiets kruidenierswaren weg te brengen. De Groot kwam uit een sportieve familie: zijn zuster Jannie deed als zwemster mee aan de Olympische Spelen van Londen in 1948. Zelf was hij deelnemer aan de Spelen van Helsinki in 1952.
Bij zijn debuut bij de beroepsrenners in 1955 reed De Groot als jongste (en langste) deelnemer in de Nederlandse ploeg van Kees Pellenaars zowel de Giro als de Tour de France. Zijn bekendste overwinning haalde hij dat jaar in de Tour de France. In de 13e etappe van Millau naar Albi werd hij eerst zodanig door de hitte bevangen, dat hij uit het peloton werd gelost en in een veld koolbladeren plukte om zijn hoofd tegen de brandende zon te beschermen. Daarna zette hij de achtervolging in, haalde het peloton in en demarreerde meteen. Er volgde een solo van 150 kilometer; op de streep had hij een voorsprong van 20 minuten en 31 seconden. 
In de Vuelta kwam hij in 1958 in de zesde etappe van Tarragona naar Valencia binnen in een kopgroep, die met 23 minuten voorsprong op het peloton finishte. Hierdoor werd De Groot leider in het klassement. Hij was echter bepaald geen klimmer en gaf op na drie dagen in de leiderstrui, tijdens de beklimming van de Sierra de Guadarrama, een berg van de eerste categorie.
Daan de Groot haalde ook andere successen: in 1956 werd hij Nederlands kampioen achtervolging.
Met zijn lengte van 1,86 meter was hij de langste van zijn ploeg, wat hem de bijnaam bezorgde Daantje, het grote kind.
Hij was een stijlvol coureur met een flegmatiek karakter: eens riep ploegleider Pellenaars in de kranten dat hij harder moest trainen, anders zou hij De Groot niet meenemen naar de Tour. Waarop deze niet harder ging trainen, maar zei: "Dan blijf ik toch lekker thuis."
Na zijn wielercarrière was hij onder andere taxichauffeur. Het overlijden van zijn vrouw in 1971 was een zware slag, die hij niet heeft kunnen verwerken. In 1982 maakte hij een eind aan zijn leven, op 48-jarige leeftijd. Voetballer Alejandro López de Groot is een kleinzoon van hem.

## Belangrijkste overwinningen
1954
- Omloop van de Kempen

1955
- 13e etappe Ronde van Frankrijk

1956
- 4e etappe Ronde van België
- Nationaal Kampioenschap baan, Achtervolging, Elite

## Resultaten in voornaamste wedstrijden
| Jaar | Ronde van Italië | Ronde van Frankrijk | Ronde van Spanje |
| ---- | ---------------- | ------------------- | ---------------- |
| 1955 | 53e              | 36e (1)             |                  |
| 1956 | 28e              | 15e                 |                  |
| 1957 | 35e              | opgave              |                  |
| 1958 |                  |                     | opgave           |
| 1959 |                  | opgave              |                  |

| Jaar | Luik-Bast.‑Luik |  | WK op de weg |
| ---- | --------------- |  | ------------ |
| 1955 |                 |  |              |
| 1956 |                 |  | 10e          |
| 1957 |                 |  |              |
| 1958 |                 |  |              |
| 1959 | 39e             |  |              |